# دومینیک اولین
دومینیک اَوِلین (تولد ۳ آوریل ۱۹۴۰- مرگ ۱۳ مارس ۲۰۰۹) از مشهورترین بازیگران پورنوگرافی اهل کشور فرانسه بود که در دهه‌های ۷۰ و ۸۰ میلادی فعالیت می‌کرد. نام مستعار او «مریخی» بود. او در دههٔ ۲۰۰۰ میلادی به شغل شراب سازی مشغول بود.